# Tirapugni
Un tirapugni, chiamato anche pugno di ferro o noccoliere o noccoliera o rosetta (derivante dalle similarità con la rosetta, un tipo di pane) è un'arma contundente.

## Storia
Le armi ad anello in metallo e stile nocche risalgono ai tempi antichi e sono state utilizzate in tutto il mondo per molte centinaia di anni. Ne erano a conoscenza i nuragici, come risulta dai numerosi bronzi di guerrieri rinvenuti nell'isola di Sardegna, soldati armati di paramano borchiati. Di seguito strumenti simili in pelle e metallo furono utilizzati da greci e romani, che indossavano particolari noccolieri chiamati cestus (Caestus) per competizioni di tipo religioso-sportive. In Asia i Nikh Sikh usarono una prima variante chiamata Sher Panja nel XVIII secolo. Noccoliere in ghisa, ottone, piombo e legno sono state prodotte negli Stati Uniti durante la guerra civile americana ed utilizzati sia dall'esercito unionista che quello confederato. Alcune articolazioni in ottone hanno anelli arrotondati, che aumentano l'impatto dei colpi da danni moderati a gravi. Altri strumenti (generalmente non considerati "tirapugni" o "tirapugni" in sé) possono avere punte, punte acuminate e bordi taglienti. Questi dispositivi sono disponibili in molte varianti e sono chiamati con una varietà di nomi, tra cui "coltelli a snodo".
Alla fine del XIX secolo, il tirapugni fu incorporato nel revolver "Apache" usato dalla omonima banda criminale operante a Parigi tra la fine del XIX e l'inizio del XX secolo.  Durante la prima guerra mondiale l'esercito degli Stati Uniti ha utilizzato due diversi coltelli con nocche, come il Mark I, nei modelli "1917" e "1918". All'epoca anche le nocche e i coltelli con noccoliere venivano fabbricati in Inghilterra e acquistati privatamente dai soldati britannici. Dalla seconda guerra mondiale, le nocche e i coltelli da cucina erano abbastanza popolari tra i soldati americani e britannici. I coltelli da trincea modello 1918 furono ristampati ai paracadutisti americani. I commando britannici avevano persino il loro coltello da nocca "Death's Head", con un manico a forma di teschio in ottone.
Un coltello militare dotato di una struttura simile a noccoliera è il Cuchillo de Paracaidista, usato attualmente dai paracadutisti dell'esercito argentino. I modelli attuali presentano una lama di emergenza nella protezione trasversale.

## Caratteristiche
È composta da 4 anelli saldati assieme ad un pezzo di ferro, acciaio o bronzo, che impugnata sulla mano di un individuo potenzia la violenza del pugno. Si calza sulla mano di preferenza e consente di mantenere una discreta libertà di movimento del polso. Il suo uso può portare abrasioni alla pelle di chi lo indossa. Date le piccole dimensioni è un'arma facilmente occultabile. Un colpo dato impugnando il tirapugni amplifica il potere contusivo del pugno chiuso.
Generalmente usato nel combattimento corpo a corpo, alcuni modelli sono anche dotati di spuntoni sugli anelli. Esistono perfino dei tirapugni con delle lame di supporto attaccate ai lati (anche smontabili), che diventano pertanto vere e proprie armi bianche, potendo ferire anche molto gravemente una persona, o addirittura ucciderla.

## Legislazione italiana

L'Italia è uno dei pochi stati in cui si può possedere (sebbene non portabile) un tirapugni.

Secondo la legislazione italiana sulle armi, il tirapugni non viene considerato "arma impropria" (ai sensi dell'art. 585 del codice penale italiano), in quanto è costruito per il solo scopo di offendere la persona. Ai sensi dell'art. 4 della legge 18 aprile 1975 n. 110, per l'acquisto e la detenzione non vi sono obblighi ma il porto ne è vietato.
In caso si tratti di arma antica (ovvero ai sensi del TULPS prodotta prima del 1890) e presenti un difetto ineliminabile della punta e del taglio o comunque sia inidoneo a recare offesa, detenzione e trasporto sono consentiti senza licenza e senza autorizzazione.